# Língua sueca
A língua sueca (svenska) é uma das cinco línguas germânicas setentrionais (ou línguas nórdicas). É falada por nove milhões de pessoas, predominantemente na Suécia e em partes da Finlândia, especialmente na costa e nas ilhas Alanda.
É mutuamente inteligível com as duas línguas nórdicas vizinhas, o dinamarquês e o norueguês. O islandês está mais afastado, em grande parte devido ao seu caráter arcaizante.
| Amostra da Língua Sueca |
| --- |
| Jag talar svenska. (Eu falo sueco.) ( PRONÚNCIA) Jag har en bok. (Eu tenho um livro.) Jag dricker mjölk. (Eu bebo leite.) Katten är svart. (O gato é preto.) Han bor i Uppsala. (Ele mora em Uppsala.) ( PRONÚNCIA) Vi diskuterar politik. (Nós discutimos política.) |

## História
Antes da Era Viquingue (800 a 1050) é difícil estabelecer uma distinção entre a língua falada na atual Suécia e na restante Escandinávia, língua essa designada de nórdico primitivo (urnordiska). Todavia, após o ano 800 as línguas escandinavas orientais começam a se separar, surgindo então o chamado nórdico antigo oriental (fornöstnordiska), falado na Suécia e na Dinamarca. Por volta de 1300, existe uma acentuada divisão, adquirindo o sueco e o dinamarquês identidades distintas. A língua sueca era uma nova realidade linguística autónoma.
| Língua                  | Período                      | Área |
| ----------------------- | ---------------------------- | --- |
| Germânico primitivo     | - antes da Era Cristã        | Germânia                                                                                                   |
| Nórdico primitivo       | ca. século I - século VIII   | Escandinávia                                                                                               |
| Nórdico Antigo          | ca. século VIII - século XIV | Escandinávia, e regiões colonizadas por estes povos, durante a Era Viquingue e a Baixa Idade Média Nórdica |
| Nórdico Antigo Oriental | 1050 - 1300                  | Dinamarca e Suécia                                                                                         |
| Sueco Antigo            | 1300 - 1520                  | Suécia, Finlândia, Alanda                                                                                  |
| Sueco Moderno           | 1520 - 1900                  | Suécia, Finlândia, Alanda                                                                                  |
| Sueco Contemporâneo     | 1900 -                       | Suécia, Finlândia, Alanda                                                                                  |

A língua sueca moderna se desenvolveu na região de lago Mälaren-Uppland, onde estavam localizados os principais centros de Governo e ensino da Idade Média (Estocolmo e Uppsala), sendo também influenciada pelo dialeto da região da Götaland.
A história da língua sueca pode ser dividida em três grandes períodos:

### Sueco antigo

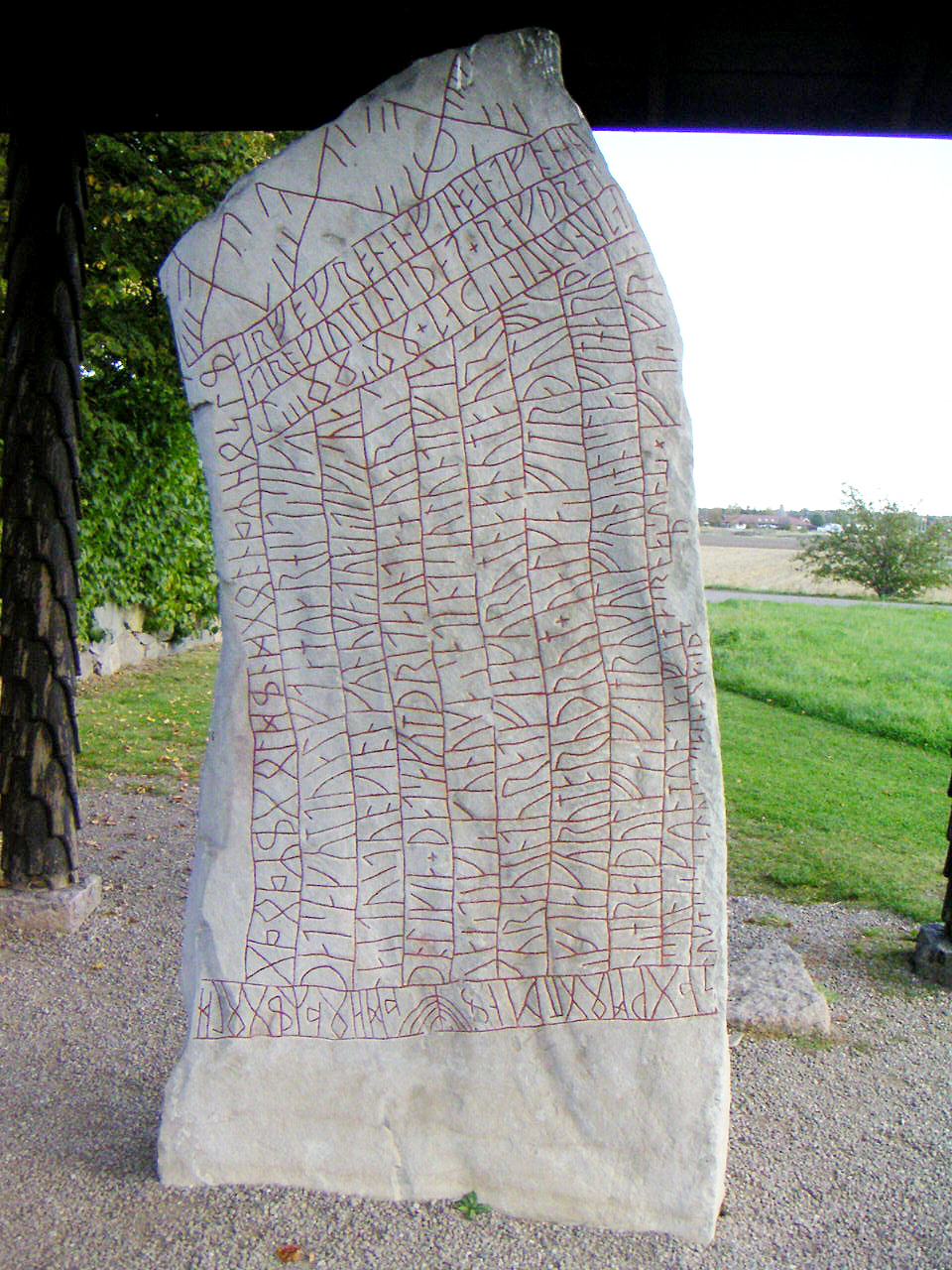
A pedra de Rök, com caracteres rúnicos do século IX

O Sueco antigo (fornsvenska), no sentido lato do termo, engloba a Era Viquingue e a Idade Média. Este período pode por sua vez subdividir-se em período rúnico (ca.  800–1225), período clássico (cerca de 1225-1375) e período recente (cerca de 1375-1526). Os textos mais antigos na língua sueca são inscrições rúnicas do século XI, das quais a mais importante é a encontrada na Pedra de Rök (Östergötland, Suécia), que apresenta 850 runas. Os textos inscritos mais antigos em um alfabeto latino modificado são textos oficiais medievais: um fragmento do Direito gótico ocidental antigo, da década de 1220, e um texto completo pertencente ao código legal da década de 1280.

Nesta época, o léxico experimentou importantes mudanças: a igreja introduziu empréstimos do latim e do grego, tais como brev "carta", do latim breve scriptum; kyrka, "igreja", do grego kyriakon; kloster, "mosteiro", do latim claustrum; biskop, "bispo", do grego episkopos; präst, "sacerdote", do latim presbyter. No âmbito do comércio e dos serviços também foram incorporados muitos empréstimos procedentes do baixo alemão, como frakt, "carga", de vracht; skomakare, "sapateiro", de schômaker; novos produtos: tyg, "tela", de tuch; ättika, "vinagre", de etik; organização das cidades: rådhus, "ajuntamento, multidão", de râthûs; fogde, "administrador", de voget; no âmbito da cortesia: herre, "senhor", de hêrro; fröken, "senhora", de vrôuken.

### Sueco moderno

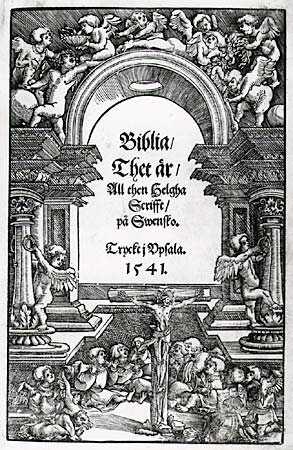
Capa da Bíblia de Gustavo Vasa (1541). O título significa: "A Bíblia / Que é / A Sagrada Escritura / Em Sueco. Impresso em Upsália. 1541"

O Sueco moderno (nysvenska), divide-se em sueco moderno antigo (äldre nysvenska)  (1526-1732) e sueco moderno recente (yngre nysvenska)  (a partir de 1732).
A chegada da imprensa marca o início deste novo período, com a conseguinte normatização ortográfica e de pontuação que acarreta a publicação de massa. O primeiro livro impresso em sueco apareceu em 1495 com o título Aff dyäfwlsens frestelse (“Sobre a tentação do demônio”), mas as obras impressas mais importantes são traduções da Bíblia da Reforma Nya testamentet , de 1526, e Gustav Vasas Bibel, de 1541, traduzida por Olaf Petri (1493-1552). O alcance da influência da primeira Bíblia disponível na língua nativa não deve ser subestimado; de fato, esta versão da língua (com só algumas modificações ortográficas) foi a utilizada até 1917, proporcionando assim um modelo escrito durante um longo período de tempo.
Como resultado dos estreitos contatos culturais e políticos, os empréstimos franceses começam a penetrar no sueco de forma massiva, sobretudo durante o reinado de Luís XIV (1643-1715), iniciando um fenômeno que culminaria em meados do século XVIII. Em 1786, foi fundada a Academia Sueca sob o comando do rei Gustavo III.

### Sueco contemporâneo

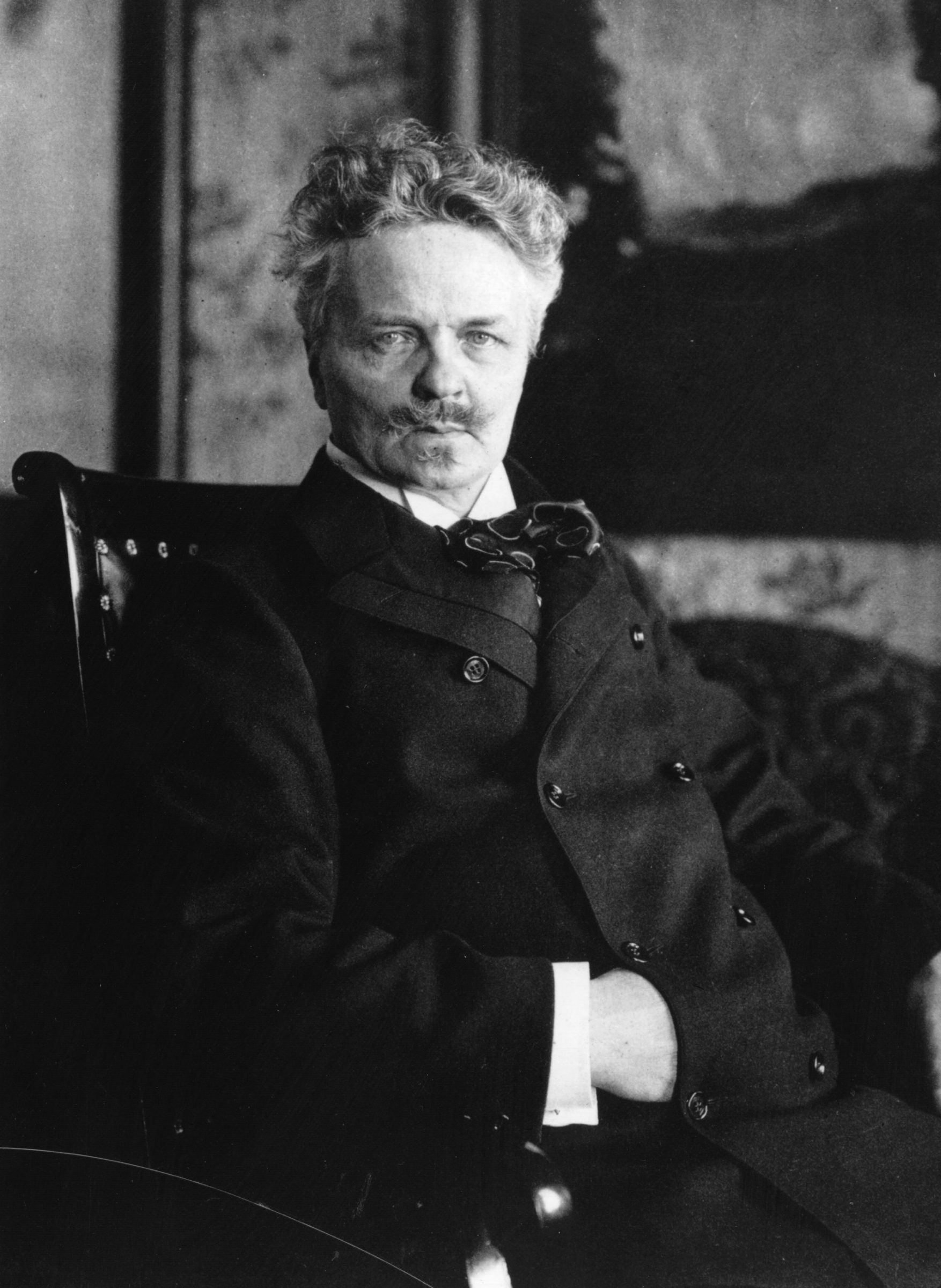
August Strindberg é considerado o fundador da literatura moderna sueca

O Sueco contemporâneo (nusvenska), surge por volta de 1850-1900, estando associado aos textos do escritor August Strindberg. Está caracterizado por uma crescente dominância da língua nacional estandardizada (rikssvenska) sobre os dialetos locais, e por uma igualmente crescente influência da forma escrita sobre a língua falada. Pela reforma ortográfica de 1906, o idioma adquiriu a estabilidade atual.
Os índices de alfabetização são bastante elevados; as vendas de jornais e revistas são altíssimas e as excelentes bibliotecas públicas recebem generosos subsídios, enquanto o público tem acesso a qualquer livro a preços insignificantes. Os grandes movimentos populacionais do último século, sobretudo do campo para as cidades, assim como a expansão geral das comunicações, têm provocado um duplo efeito na língua: em primeiro lugar, uma influência cada vez maior da língua escrita sobre a falada, sobretudo na pronúncia e no estilo; em segundo lugar, o desenvolvimento de uma língua falada padrão, ao mesmo tempo que decai a importância dos dialetos. Nos últimos 150 anos, a influência do inglês tem tido cada vez mais importância.

## Dados
A língua sueca é a língua nacional da Suécia ("língua oficial" em "contextos internacionais" desde 1 de julho de 2009) com uma população de cerca de 8,5 milhões de habitantes, também é a primeira língua de cerca de 300 mil pessoas na Finlândia e a segunda de várias minorias linguísticas, que alcança um milhão de pessoas, a maior parte delas imigrantes recentes, como também nativos finlandeses e lapões (samer).

## Dialetos

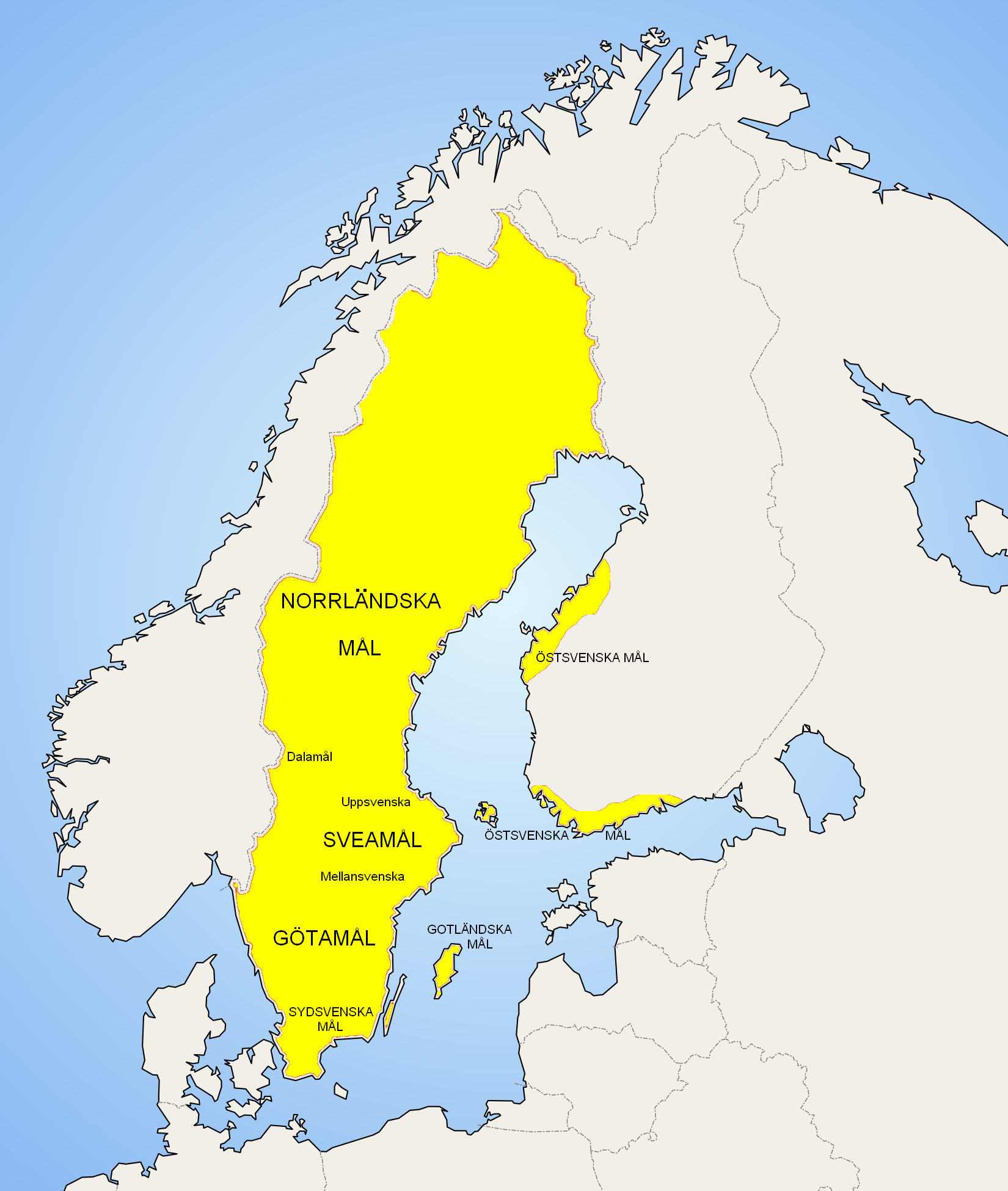
Mapa dos dialetos da língua sueca

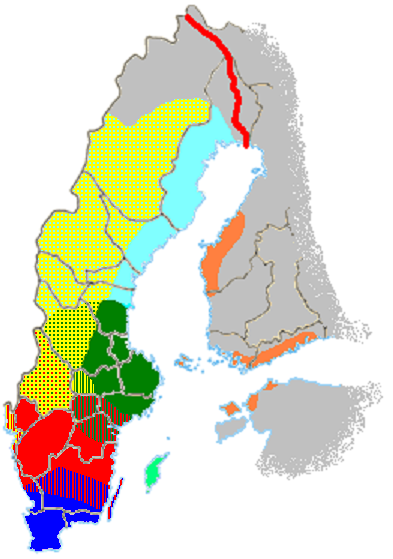
Mapa dos dialetos suecos

Fala-se nas zonas rurais dialetos antigos, especialmente no norte, incluindo Dalslândia, na ilha de Gotlândia e na Finlândia, mas a maior parte destes dialetos tiveram seu uso reduzido consideravelmente. Também há dialetos urbanos, mas bem próximos à língua normativa. Há variantes regionais, especialmente na pronúncia, ainda que uma norma suprarregional radicada na região de Estocolmo tenha o status social mais forte e tenha se espalhado por outras regiões ao menos no contexto formal. Uma variante regional se usa no sul da Suécia, zona que pertenceu até o século XVIII à Dinamarca; também há outra variante na Finlândia que é usada em todos os níveis de comunicação.
A língua nacional atual baseia-se nos dialetos da Suécia central, que desde a Idade Média tem sido a sede do governo e da administração. A língua das Bíblias da Reforma teve um importante papel na composição do idioma-padrão escrito no final da década de 1600; esta norma, junto com a língua falada na região central, contribuiu para o desenvolvimento de uma língua falada nacional.
Contudo, muitas localidades conservam formas dialetais (ainda que tenham sofrido profundas modificações). Os principais dialetos são:
- Os dialetos suecos meridionais (sydsvenska mål), falados nas três províncias situadas mais ao sul. Apresentam um sistema tonal diferente do existente no sueco central e mostram uma considerável influência léxica do dinamarquês.
- Os dialetos gotas (götamål), da Suécia central e meridional.
- Os dialetos suíones (sveamål), na Suécia central, em torno do lago Malar, que constituem a base do sueco padrão falado.
- Os dialetos norlandês (norrländska mål), da Suécia setentrional, ao norte do rio Dal.
- O gotlandês (gotländska), na ilha báltica de Gotlândia, que conta com partes bastante arcaicas.
- Os dialetos do Sueco da Finlândia (östsvenska mål), que incluem um grande número de empréstimos procedentes do finlandês e do russo, além de neologismos que não se encontram na Suécia.

## Escrita
Os textos mais antigos escritos em sueco (exceto os textos rúnicos) utilizam o alfabeto latino, ainda que modificado com a inclusão das letras  Æ, O, Þ, D. O alfabeto utilizado na atualidade é um alfabeto latino modificado de 29 letras, com a adição ao final do mesmo de  å, ä, ö. As letras q e w só aparecem em substantivos. A letra  å introduzida com a imprensa após 1400, desenvolveu-se a partir da medieval aa, enquanto que ä evoluiu, ao mesmo tempo de  æ. A nova letra ö é correspondente ao ø sueco medieval (ainda usado em dinamarquês e norueguês), proveniente do dígrafo œ.

## Gramática
Deixando-se à parte algumas diferenças do léxico, o sueco atual distingue-se do dinamarquês em manter as consoantes surdas p, t, k após uma vogal, que no dinamarquês são as sonoras b, d, g; assim mesmo, mantém as vogais a, o das sílabas átonas que o dinamarquês converteu em e ou em nenhuma vogal.
Uma característica da gramática sueca, compartilhada por outras línguas escandinavas, é o artigo definido enclítico, ou seja, que é usado após o substantivo. O sueco normativo não possui terminações de casos nos nomes salvo para o possessivo e só possui dois gêneros: neutro e comum, ainda que a maioria dos dialetos possua três: masculino, feminino e neutro. O sueco possui uma entoação que para alguns estrangeiros soa como uma canção rítmica.
Outro pormenor importante a apontar é o facto de o verbo não mudar com a pessoa, sendo apenas conjugado para mudar o seu tempo e modo.
A base principal do léxico sueco é constituída por palavras procedentes do germânico antigo. Os latinismos ou helenismos procedem da época que o país foi evangelizado e de quando foram fundadas as universidades. As palavras procedentes do baixo alemão foram adicionadas enquanto durou a Liga Hanseática (séculos XIII ao XVI). As de procedência alemã são do século XVII e os galicismos se incorporaram nos séculos XVII e XVIII; todas formam o sueco moderno, língua que se consolidou a partir de 1526, data correspondente a primeira tradução impressa do Novo Testamento. Em 1906 foi efetuada uma simplificação da ortografia.
A ordem da frase é sujeito, verbo e objeto normalmente é feito com um predicado + ser

## Vocabulário
As palavras suecas são na grande maioria de origem germânica, diretamente provenientes da língua protogermânica ou por via do alemão.
- Exemplos: kung (rei), skön (belo), tenn (estanho).

Com a introdução do cristianismo, vieram muitos termos do latim e do grego.
- Exemplos: altare (altar), kyrka (igreja), mässa (missa).

Durante a Idade Média, a influência do alemão foi muito forte.
- Exemplos: stad (cidade), arbete (trabalho), betala (pagar), språk (língua).

Nos séculos XVI e XVII, foram importados muitos termos do francês.
- Exemplos: scen (cena), karikatyr (caricatura), paraply (guarda-chuva).

Depois da Segunda Guerra Mundial, é a vez do inglês dar novas palavras ao sueco.
- Exemplos: jazz (jazz), hobby (passatempo), juice (sumo/suco), container (contentor).

O sueco da Finlândia tem muitas vezes palavras próprias influenciadas ou aparentadas com as correspondentes finlandesas.
- Exemplos: hassa (desperdiçar), rosk (lixo), simstrand (praia de banhos).

Novas palavras suecas podem ser formadas por composição, tal como no alemão e neerlandês.
- Exemplos: bibliotekschef (chefe de biblioteca), ishockey (hóquei no gelo), överkonsumtion (consumo exagerado).
- Mais exemplos: Ungdomssymfoniorkesterfestivalen (Festival de Orquestras Sinfônicas Juvenis) e Krigsvetenskapsakademien (Academia das Ciências da Guerra)

## Breve vocabulário

### Cores
branco - vit
vermelho - röd
azul - blå
verde - grön
amarelo - gul
marrom - brun
preto - svart
cinza - grå

### Numerais
| Português | zero | um     | dois | três | quatro | cinco | seis | sete | oito | nove | dez |
| Sueco     | noll | en/ett | två  | tre  | fyra   | fem   | sex  | sju  | åtta | nio  | tio |

## Sueco para falantes de português

### 1. Letras diferentes
O alfabeto sueco tem 3 letras que não existem no alfabeto português: å, ä, ö
- å - /ô/
- ä - /é/
- ö - /ê/

### 2. Dois géneros: comum e neutro
Há basicamente dois géneros em sueco - comum e neutro, enquanto o português tem o masculino e o feminino.

### 3. Artigos
O sueco coloca o artigo definido no fim da palavra:
- katt - katten   (gato - o gato)
- piano - pianot  (piano - o piano)

Os dois artigos indefinidos são en - ett, equivalentes a um - uma.
- katt - en katt (gato - um gato)
- piano - ett piano (piano - um piano)

### 4. Género dos substantivos
Há basicamente dois géneros em sueco - comum e neutro - enquanto o português tem o masculino e o feminino.
É praticamente impossível saber de antecedência o género de uma palavra.
- en zebra (uma zebra)
- en bok (um livro)
- ett bord (uma mesa)

### 5. Adjetivos
O adjetivo vem sempre antes do substantivo, ao contrário do português, onde costuma vir depois.
- en italiensk restaurang (um restaurante italiano)
- en blå radio (um rádio azul)